# ألفارو هودج
ألفارو هودج (بالإسبانية: Álvaro Hodeg) (و. 1996  م) هو راكب دراجة هوائية كولومبي، ولد في مونتيريا، شارك في تور دي أفينير 2017، وفولتا سان خوان 2019، وفولتا كاتالونيا 2018، وطواف كولومبيا 2018، وطواف كولومبيا 2019.

## سجل الفوز

### سباقات أو مراحل فاز بها
| التاريخ        | السباق                             | المركز                  |
| -------------- | ---------------------------------- | ----------------------- |
| 07 يوليو 2017  | 2017 Grote Prijs Stad Sint-Niklaas | المركز الثاني           |
| 16 مارس 2018   | هاندزام الكلاسيكي 2018             | الفائز في التصنيف العام |
| 17 يونيو 2018  | 2018 إلفستدنروند                   | الرابع في التصنيف العام |
| 24 يونيو 2018  | سباق أدرياتيكي يونيكا 2018         | الخامس في تصنيف النقاط  |
| 01 أغسطس 2018  | طواف فالوني 2018                   | العاشر في تصنيف النقاط  |
| 26 أغسطس 2018  | دويتشلاند تور 2018                 | الخامس في تصنيف النقاط  |
| 02 سبتمبر 2018 | جي بي دي فورميس 2018               | المركز الثالث           |
| 14 أكتوبر 2018 | طواف تركيا الرئاسي 2018            | الثاني في تصنيف النقاط  |
| 17 فبراير 2019 | طواف كولومبيا 2019                 | العاشر في تصنيف النقاط  |
| 22 مارس 2019   | هاندزام الكلاسيكي 2019             | المركز الثالث           |
| 02 يونيو 2019  | طواف النرويج 2019                  | الثامن في تصنيف النقاط  |
| 22 يونيو 2019  | هيستسي بيجل 2019                   | الفائز في التصنيف العام |
| 28 يوليو 2019  | سباق أدرياتيكي يونيكا 2019         | الفائز في ترتيب النقاط  |
| 05 سبتمبر 2019 | 2019 Izegem Koers                  | المركز الثاني           |
| 03 أكتوبر 2019 | طواف مونستر 2019                   | الفائز في التصنيف العام |
| 20 أغسطس 2021  | جي بي مارسيل كينت 2021             | الفائز في التصنيف العام |

## روابط خارجية
- ألفارو هودج على موقع الاتحاد الدولي للدراجات (الإنجليزية)
- ألفارو هودج على موقع أرشيف الدراجات (الإنجليزية)
- ألفارو هودج على موقع إحصائيات الدراجات الإحترافية (الإنجليزية)
- ألفارو هودج على موقع نسبة الدراجات (الإنجليزية)
- ألفارو هودج على موقع CycleBase (الإنجليزية)